# Karwica Mazurska
Karwica Mazurska (niem. Kurwien) – osada w Polsce, w sołectwie Karwica, położona w województwie warmińsko-mazurskim, w powiecie piskim, w gminie Ruciane-Nida przy trasie linii kolejowej (Szczytno – Ruciane-Nida – Pisz – Ełk). 

## Charakterystyka
Osada składa się z zabudowań stacji kolejowej Karwica Mazurska.
W latach 1975–1998 miejscowość administracyjnie należała do województwa suwalskiego.
Miejscowość stanowiła tło fabularne w jednym z odcinków serialu telewizyjnego Dom.
W osadzie kręcono zdjęcia do filmu psychologiczno-obyczajowego Azyl z 1978 w reżyserii Romana Załuskiego i z jego scenariuszem na podstawie powieści Puszcza Jerzego Putramenta.